# Telekamery 2016
Telekamery 2016 – nominacje i laureaci dziewiętnastego plebiscytu Telekamery Tele Tygodnia za rok 2015 dla postaci i wydarzeń telewizyjnych. Nominacje ogłoszono 30 listopada 2015. Nagrody zostały przyznane w 11 kategoriach podczas gali, która odbyła się 22 lutego 2016 roku w Teatrze Polskim im. Arnolda Szyfmana w Warszawie i była transmitowana na kanale TVP2.

## Kategorie

### Aktorka

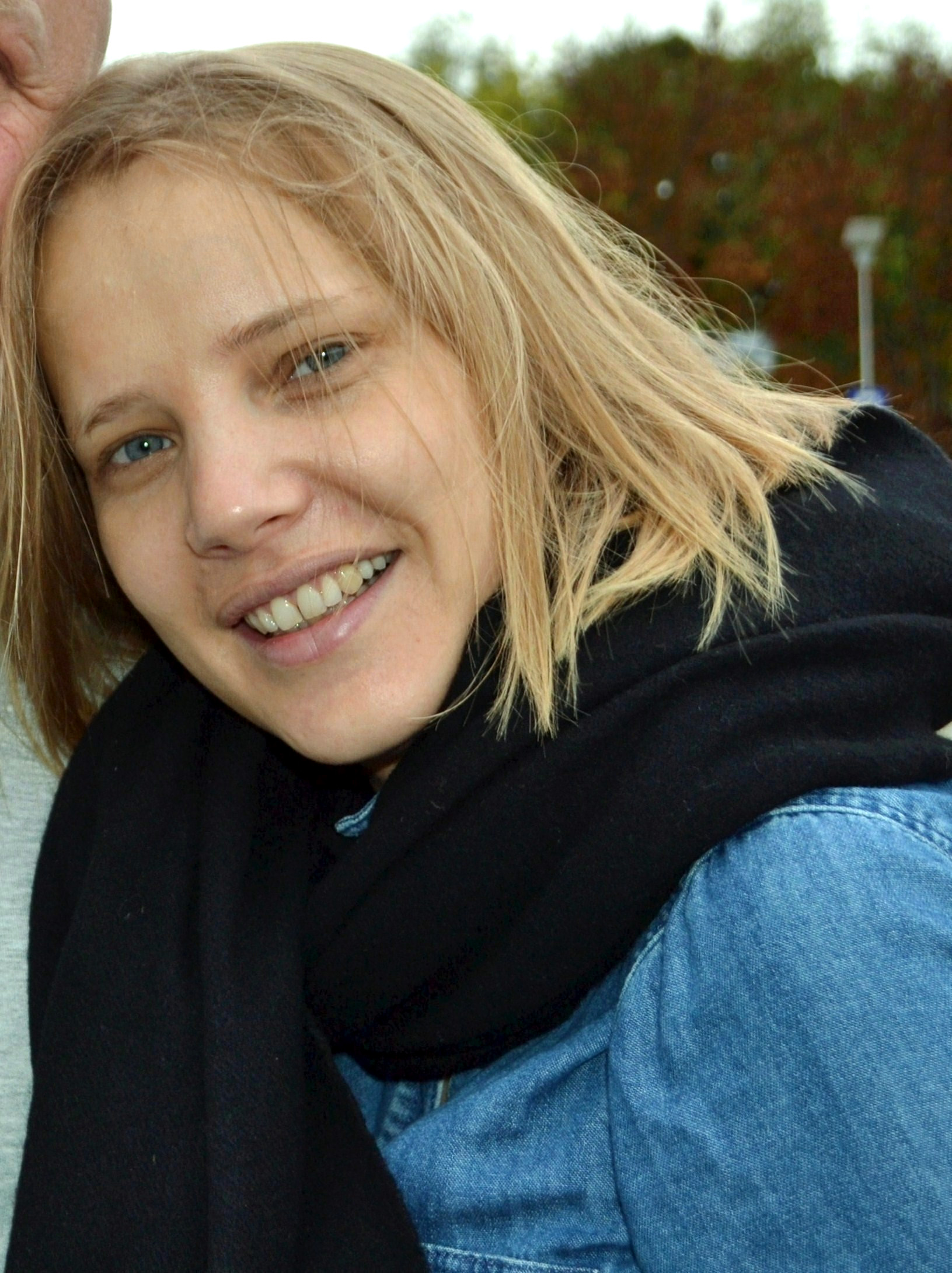
Joanna Kulig
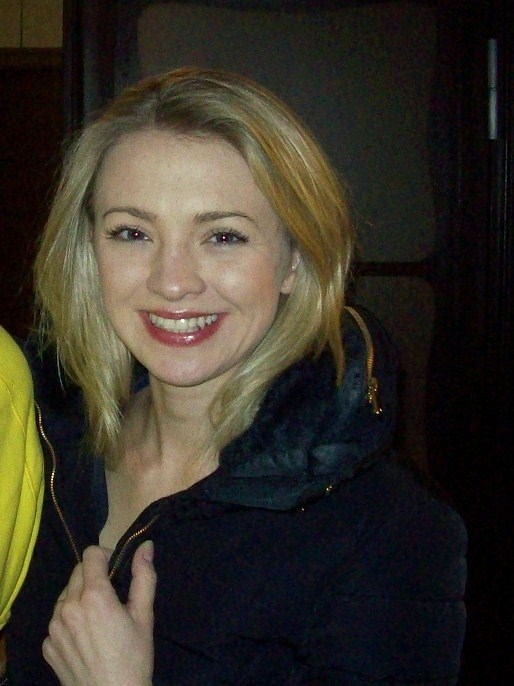
Barbara Kurdej-Szatan
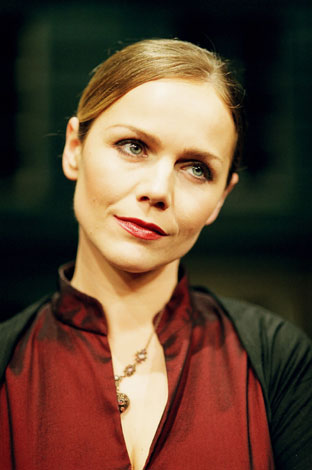
Monika Krzywkowska
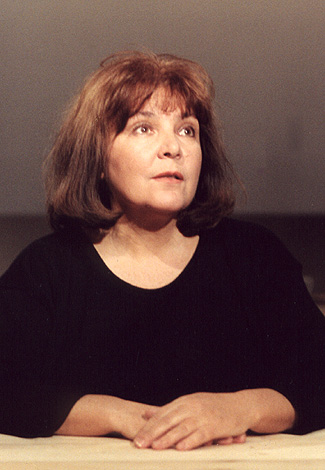
Marta Lipińska
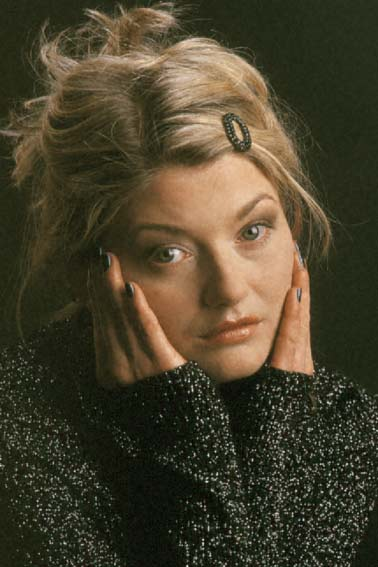
Edyta Olszówka

- Joanna Kulig
- Barbara Kurdej-Szatan
- Monika Krzywkowska
- Marta Lipińska
- Edyta Olszówka

### Aktor

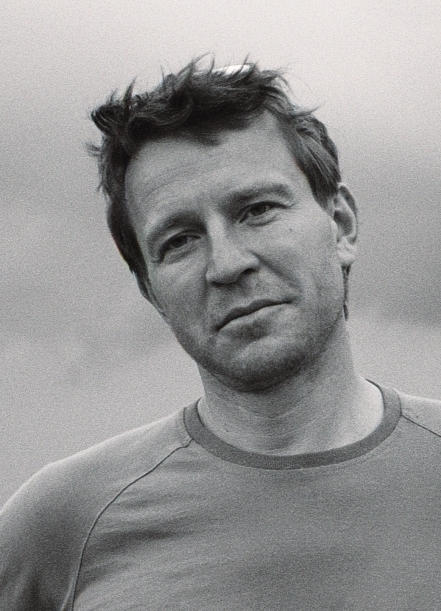
Wojciech Błach
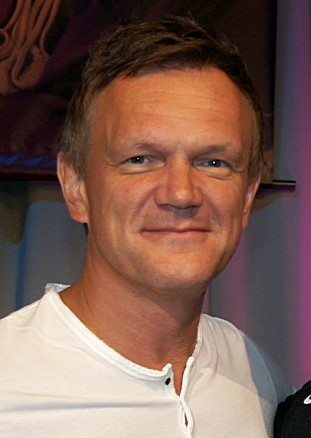
Cezary Pazura
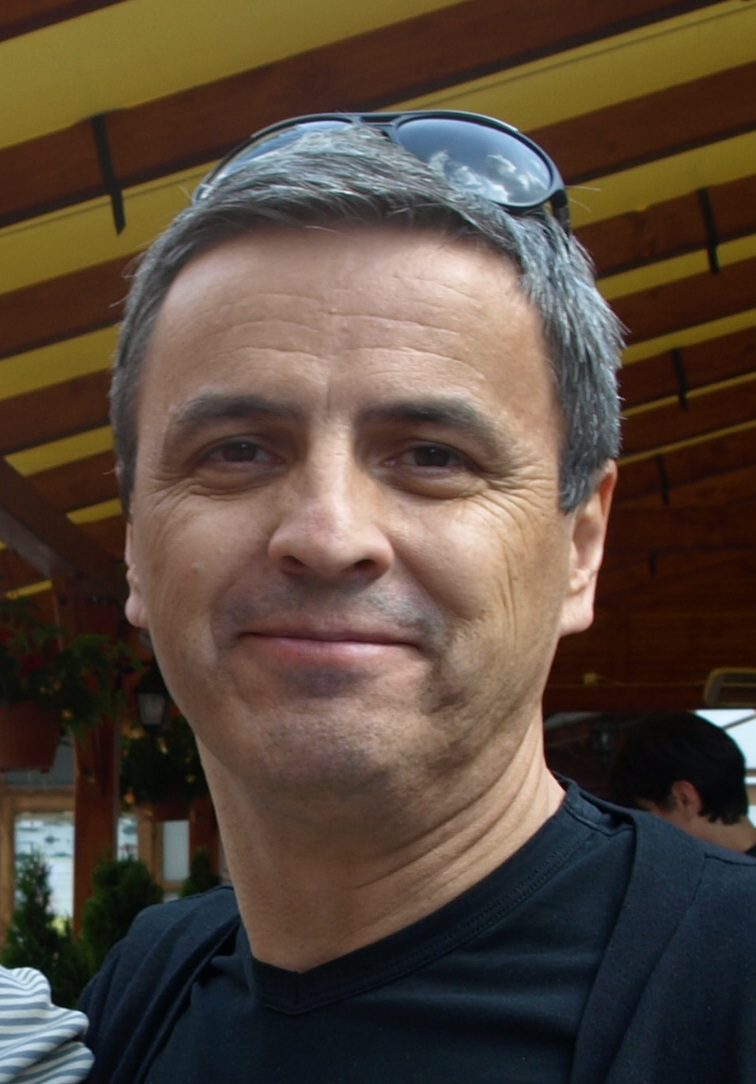
Piotr Polk
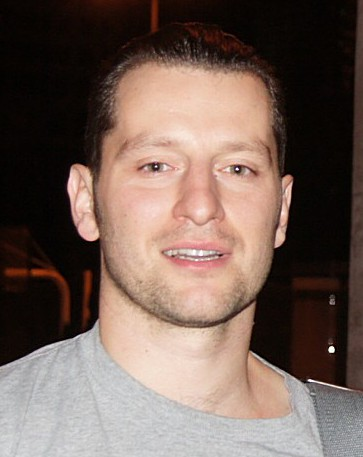
Wojciech Zieliński
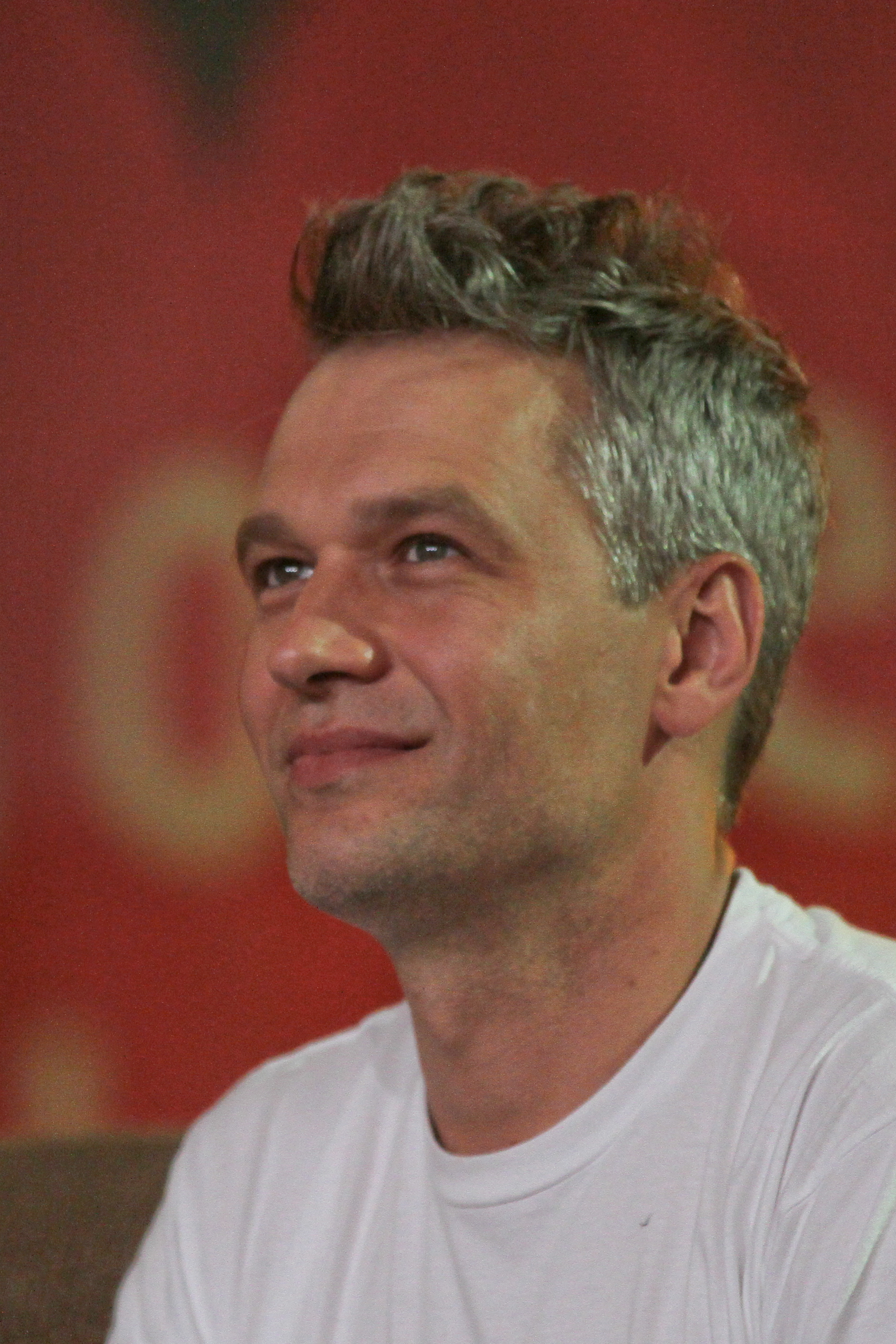
Michał Żebrowski

- Wojciech Błach
- Cezary Pazura
- Piotr Polk
- Wojciech Zieliński
- Michał Żebrowski

### Serial
- Dziewczyny ze Lwowa
- O mnie się nie martw
- Na Wspólnej
- Pierwsza miłość
- Ranczo

### Osobowość telewizyjna

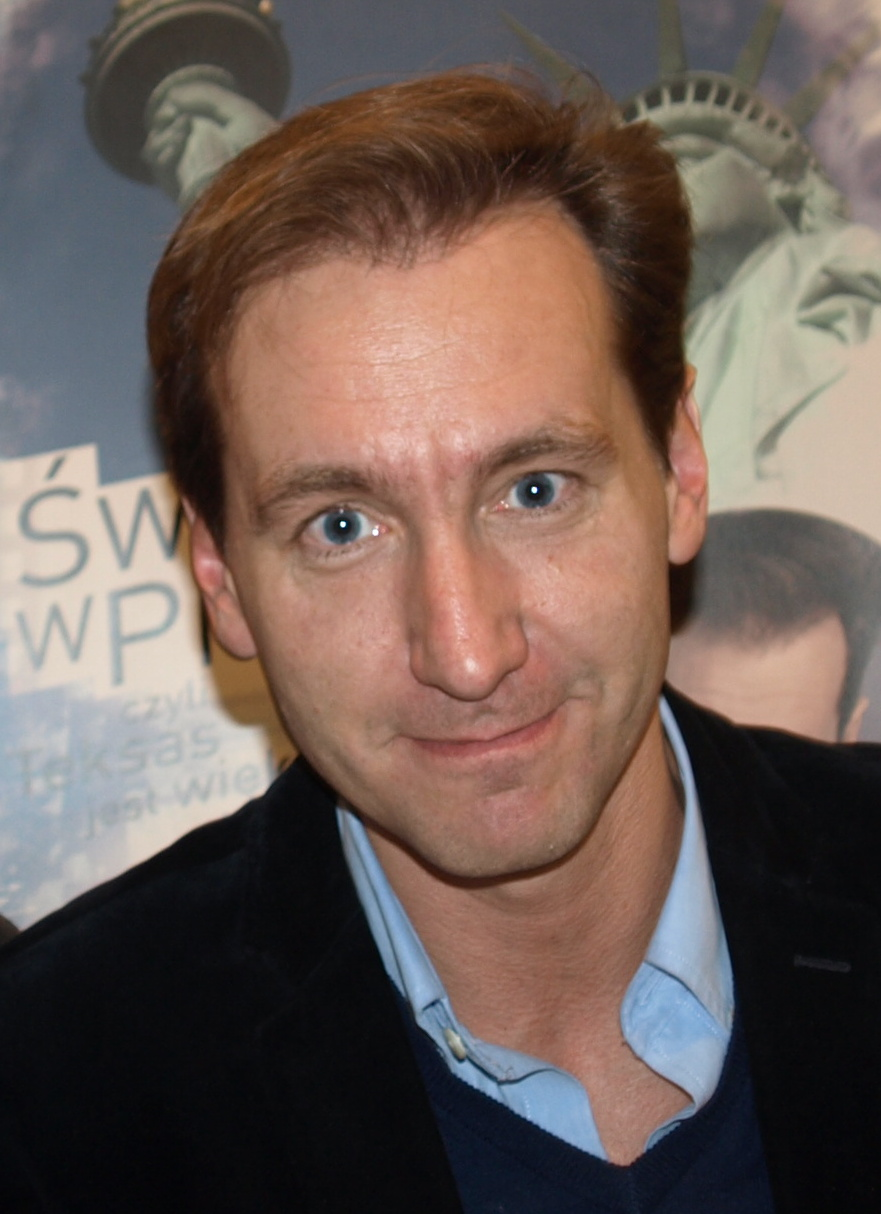
Piotr Kraśko
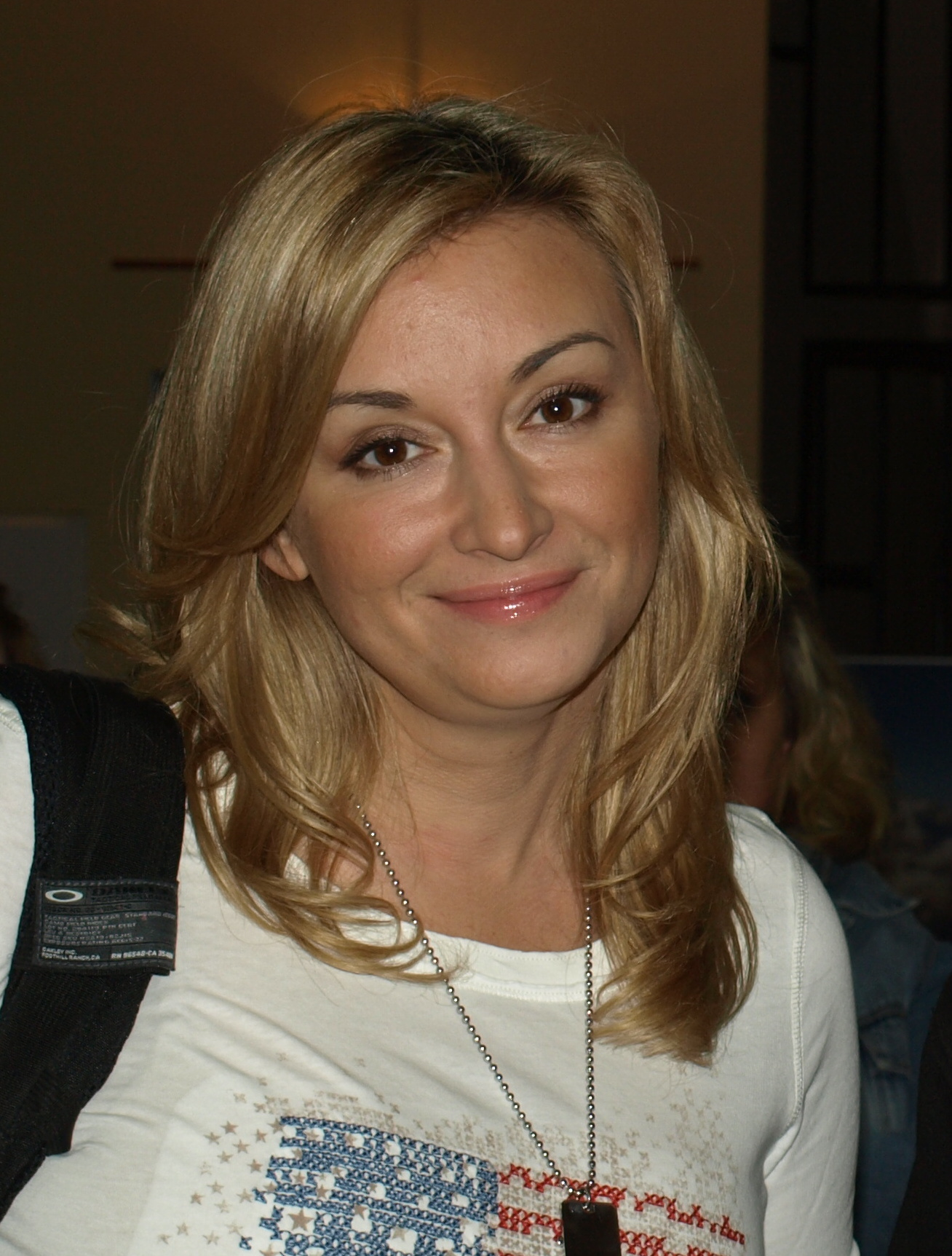
Martyna Wojciechowska
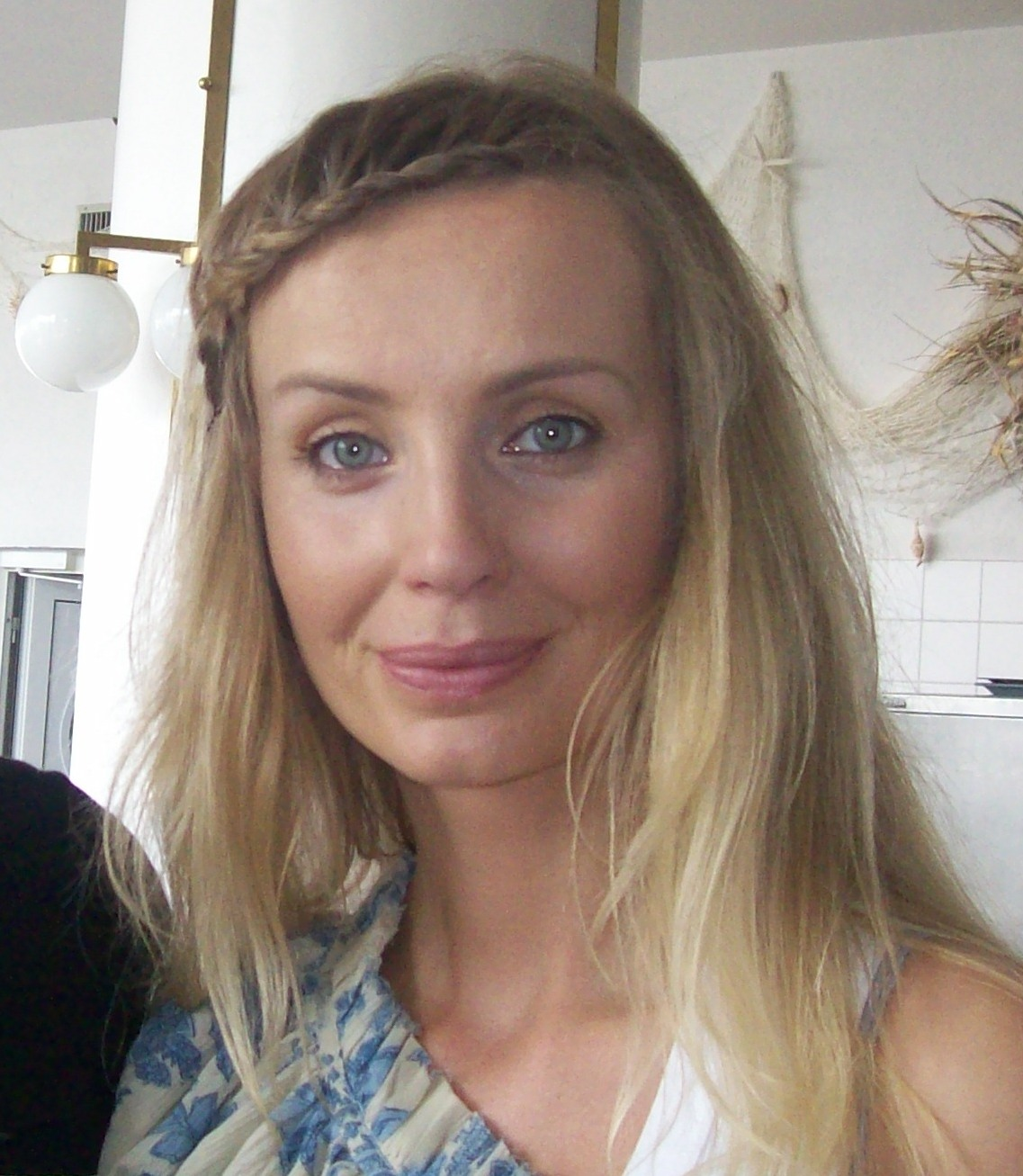
Agnieszka Szulim
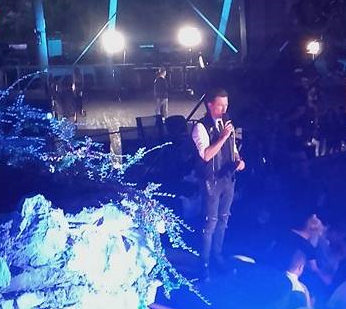
Maciej Rock
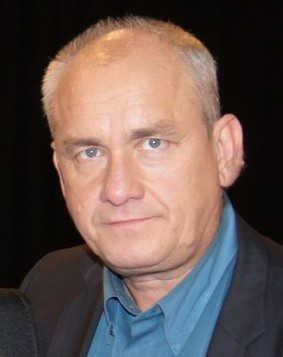
Michał Olszański

- Piotr Kraśko
- Martyna Wojciechowska
- Agnieszka Szulim
- Maciej Rock
- Michał Olszański

### Prezenter informacji
- Diana Rudnik

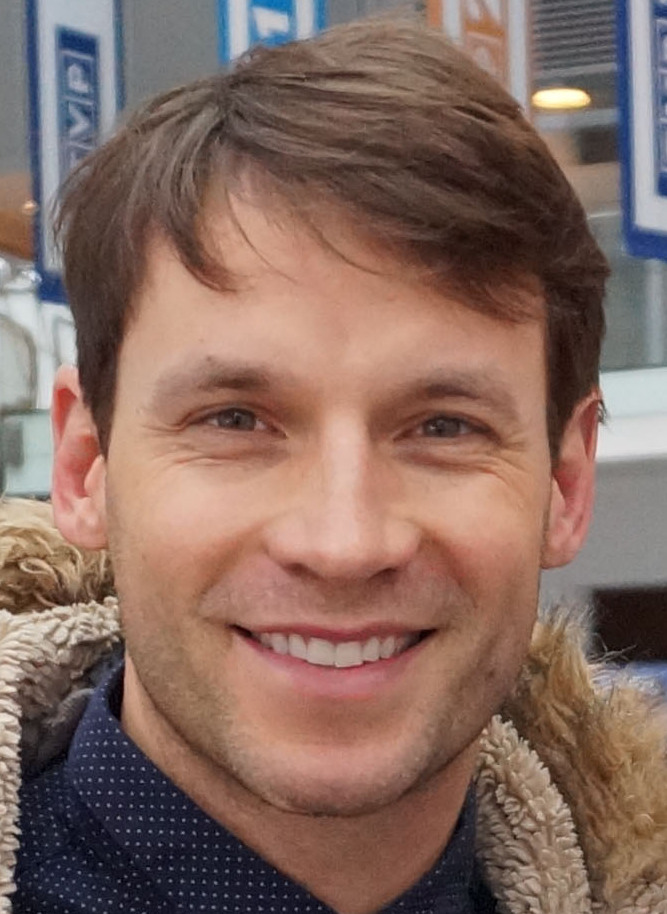
Tomasz Wolny
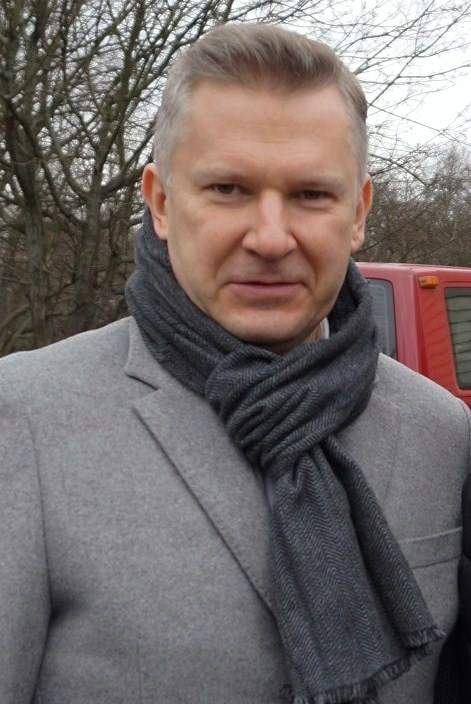
Grzegorz Kajdanowicz
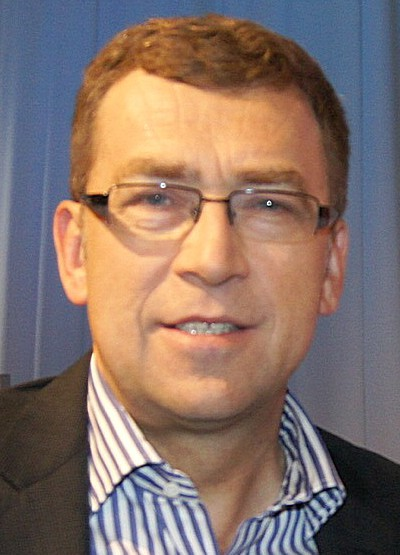
Maciej Orłoś
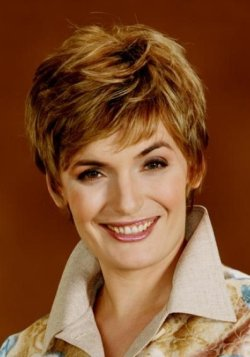
Dorota Gawryluk

- Tomasz Wolny
- Grzegorz Kajdanowicz
- Maciej Orłoś
- Dorota Gawryluk

### Prezenter pogody

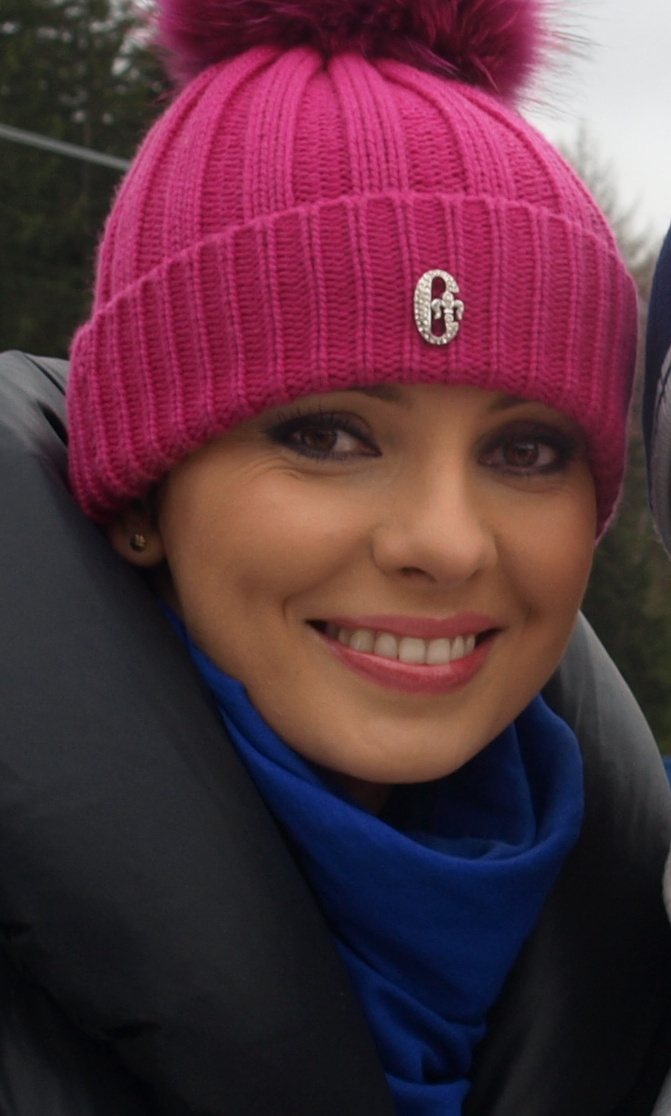
Dorota Gardias
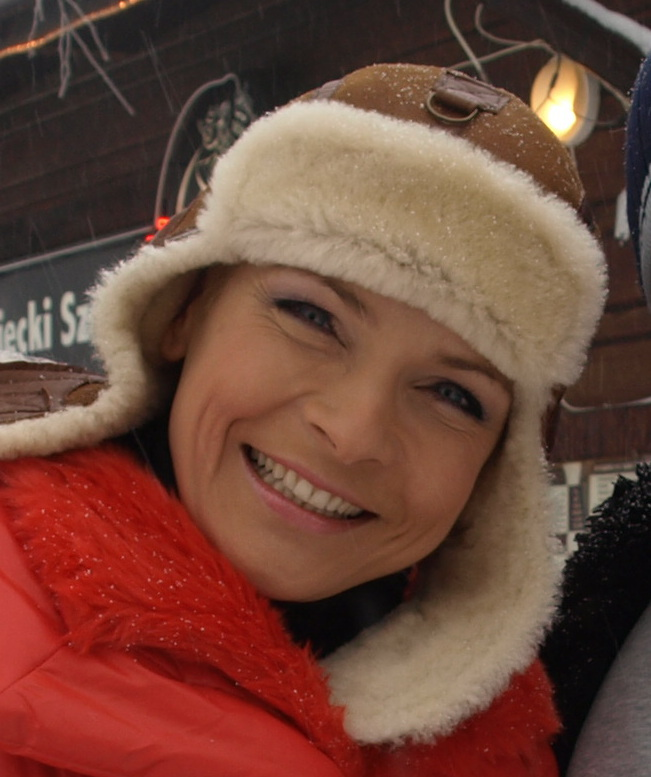
Aleksandra Kostka
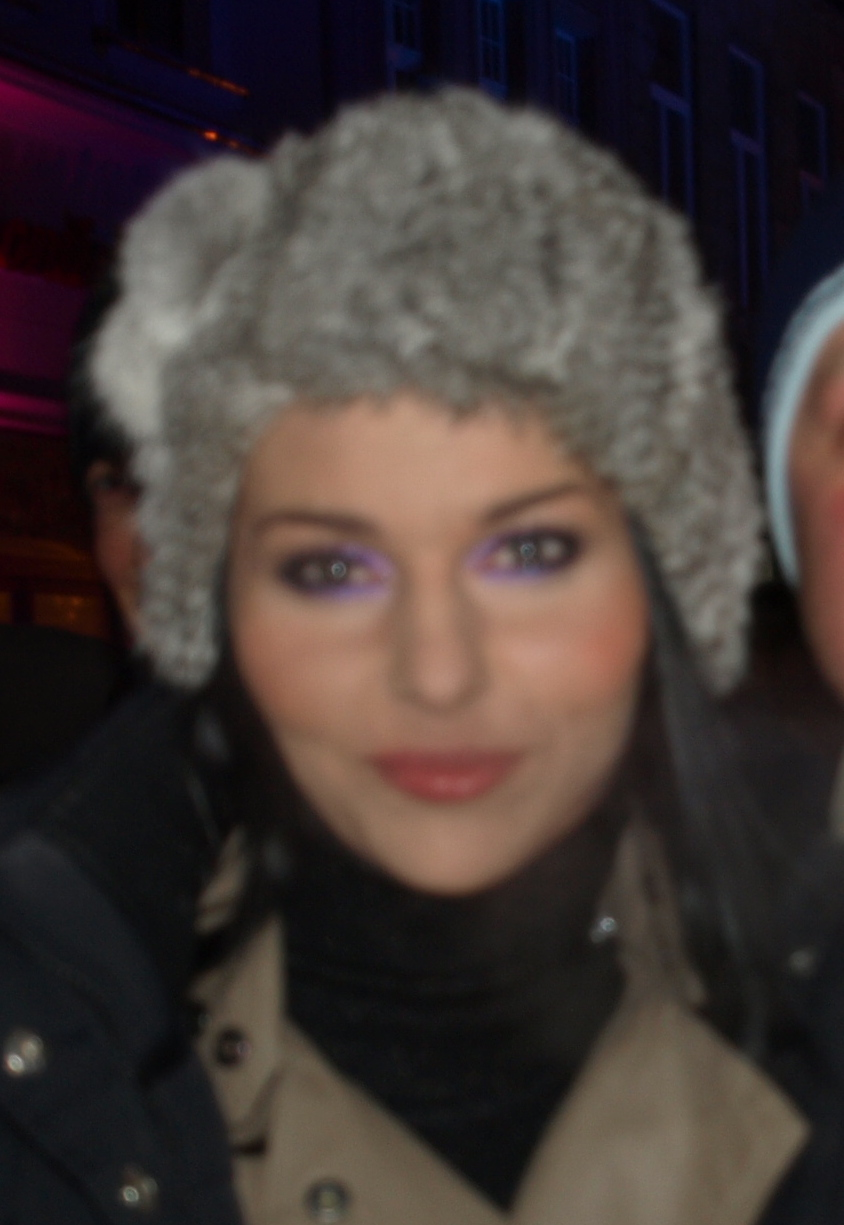
Paulina Sykut-Jeżyna
- Tomasz Wasilewski
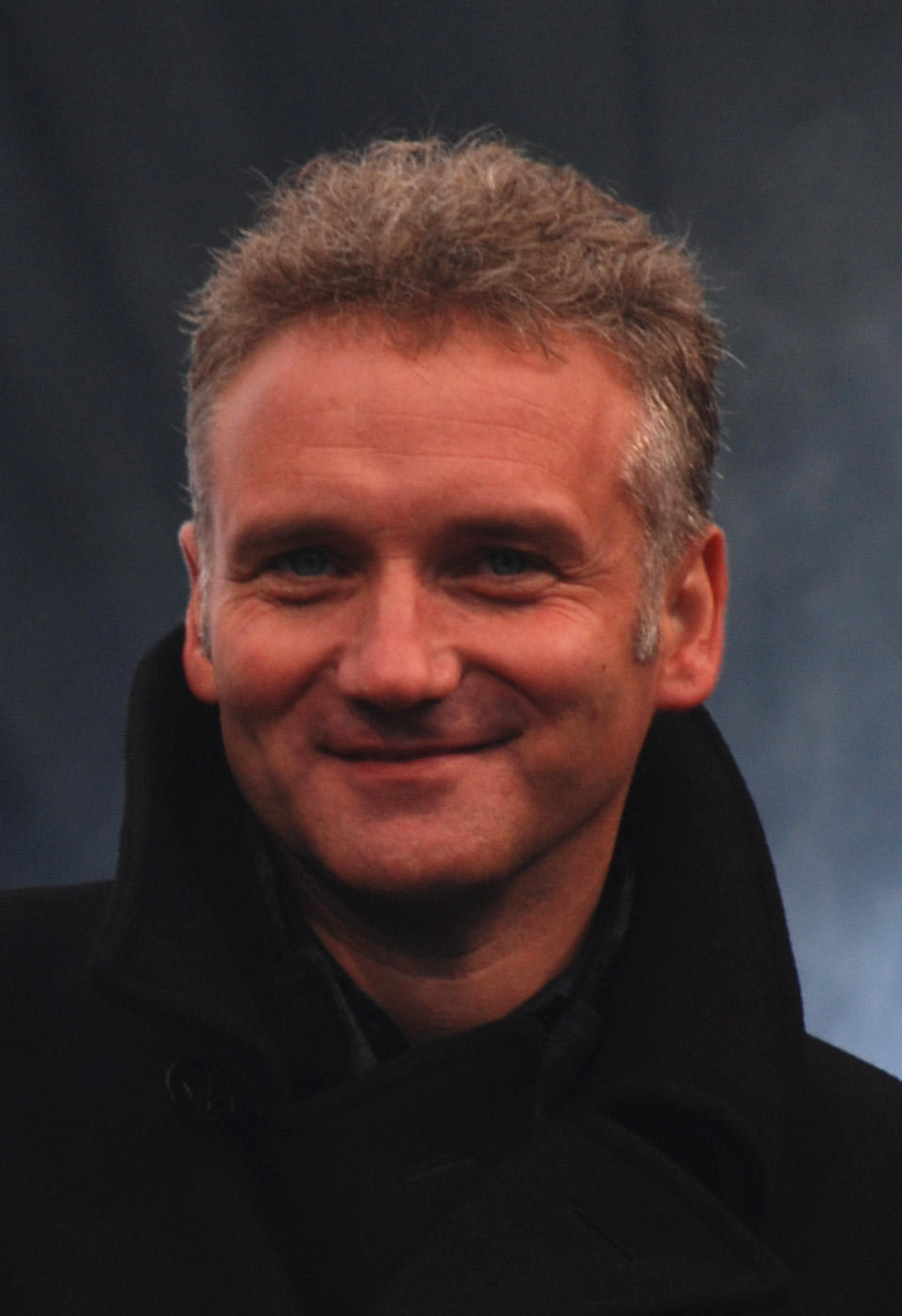
Jarosław Kret

- Dorota Gardias
- Aleksandra Kostka
- Paulina Sykut-Jeżyna
- Jarosław Kret

### Komentator sportowy

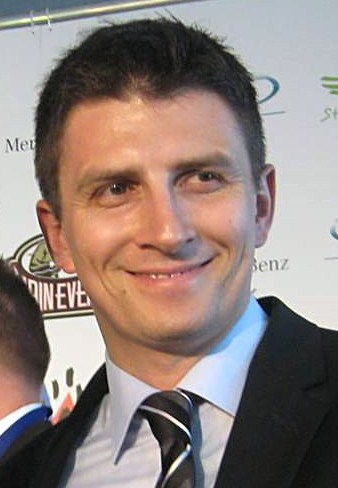
Mateusz Borek
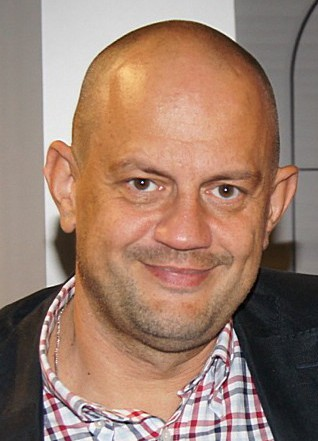
Jacek Laskowski
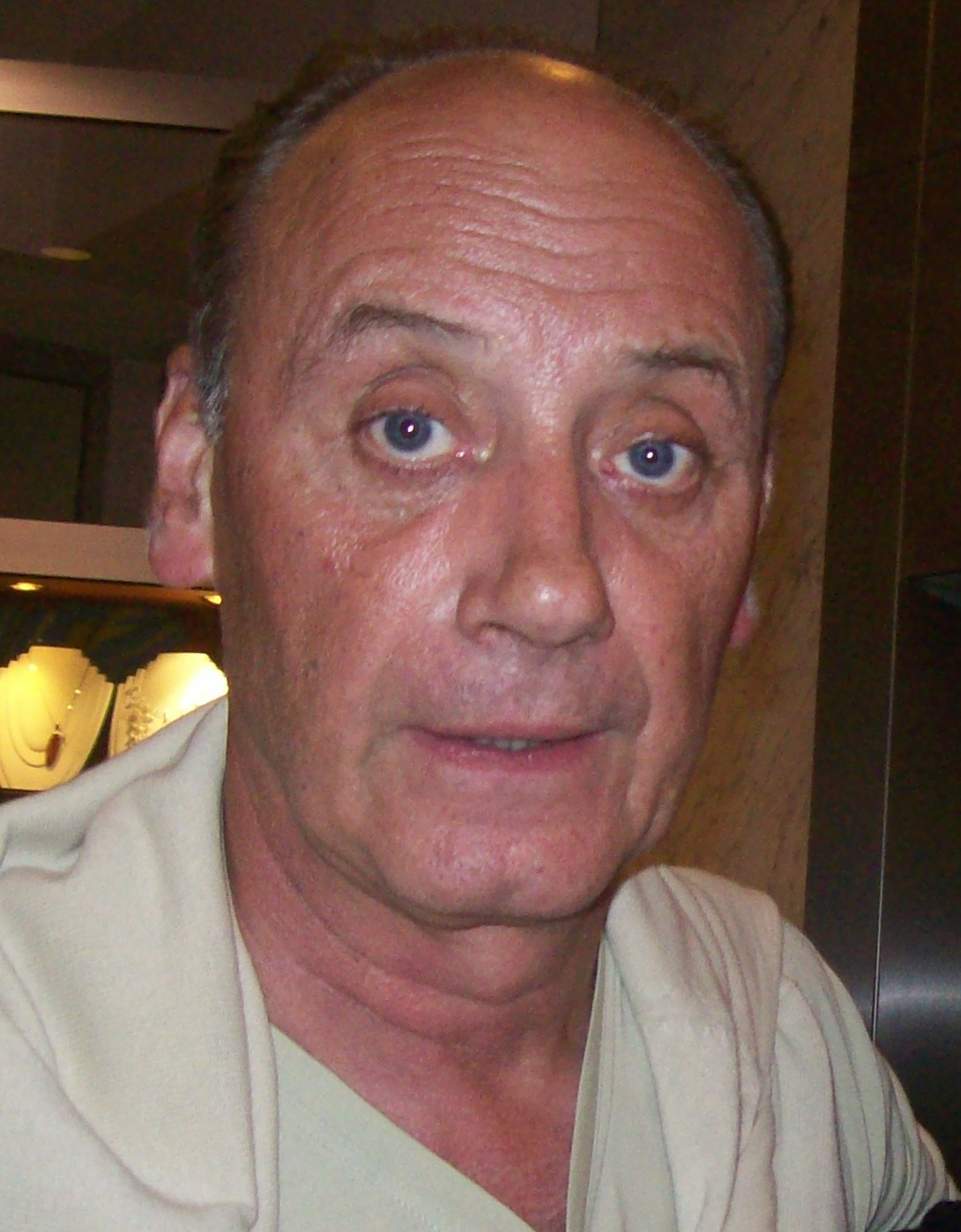
Dariusz Szpakowski
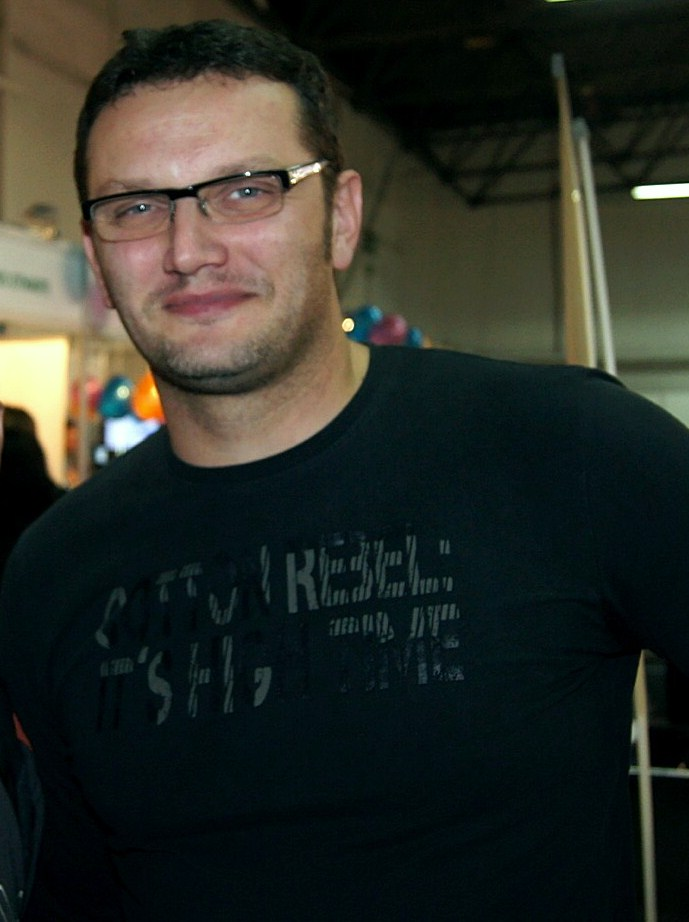
Wojciech Zawioła
- Andrzej Twarowski

- Mateusz Borek
- Jacek Laskowski
- Dariusz Szpakowski
- Wojciech Zawioła

### Juror
- Wojciech Modest Amaro
- Agustin Egurrola
- Edyta Górniak
- Tomasz Tomson Lach i Aleksander Baron Milwiw-Baron
- Małgorzata Walewska

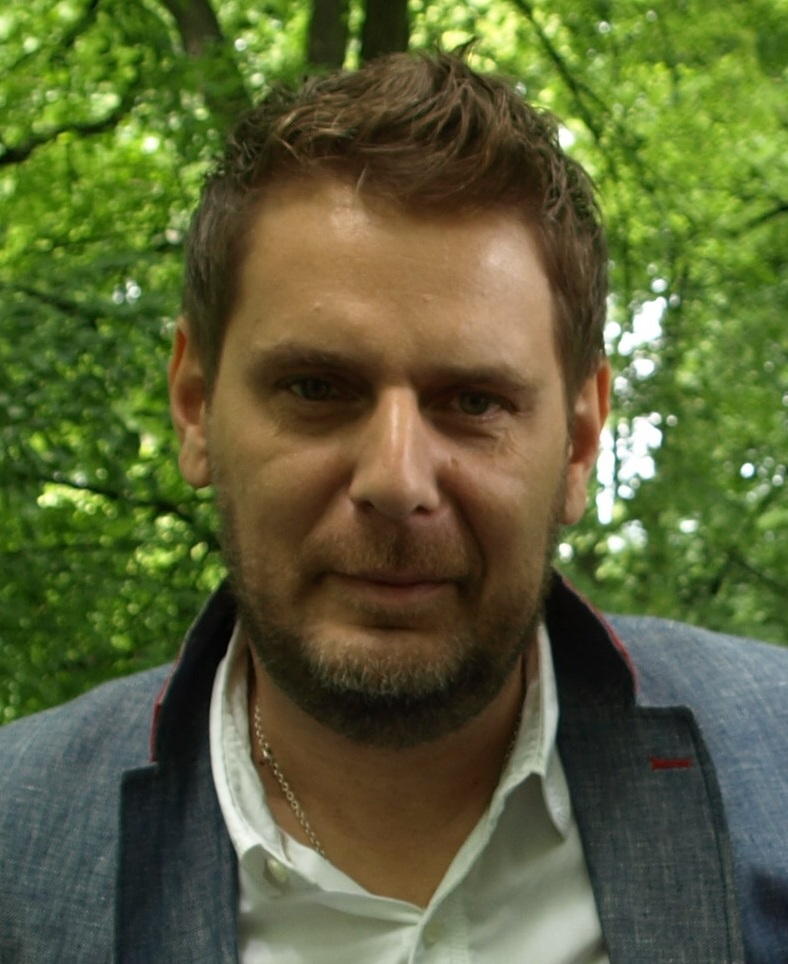
Wojciech Modest Amaro
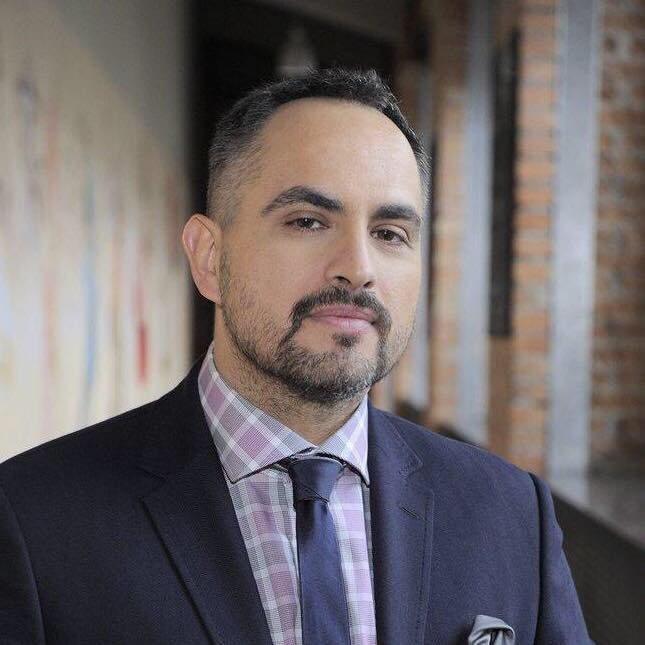
Agustin Egurrola
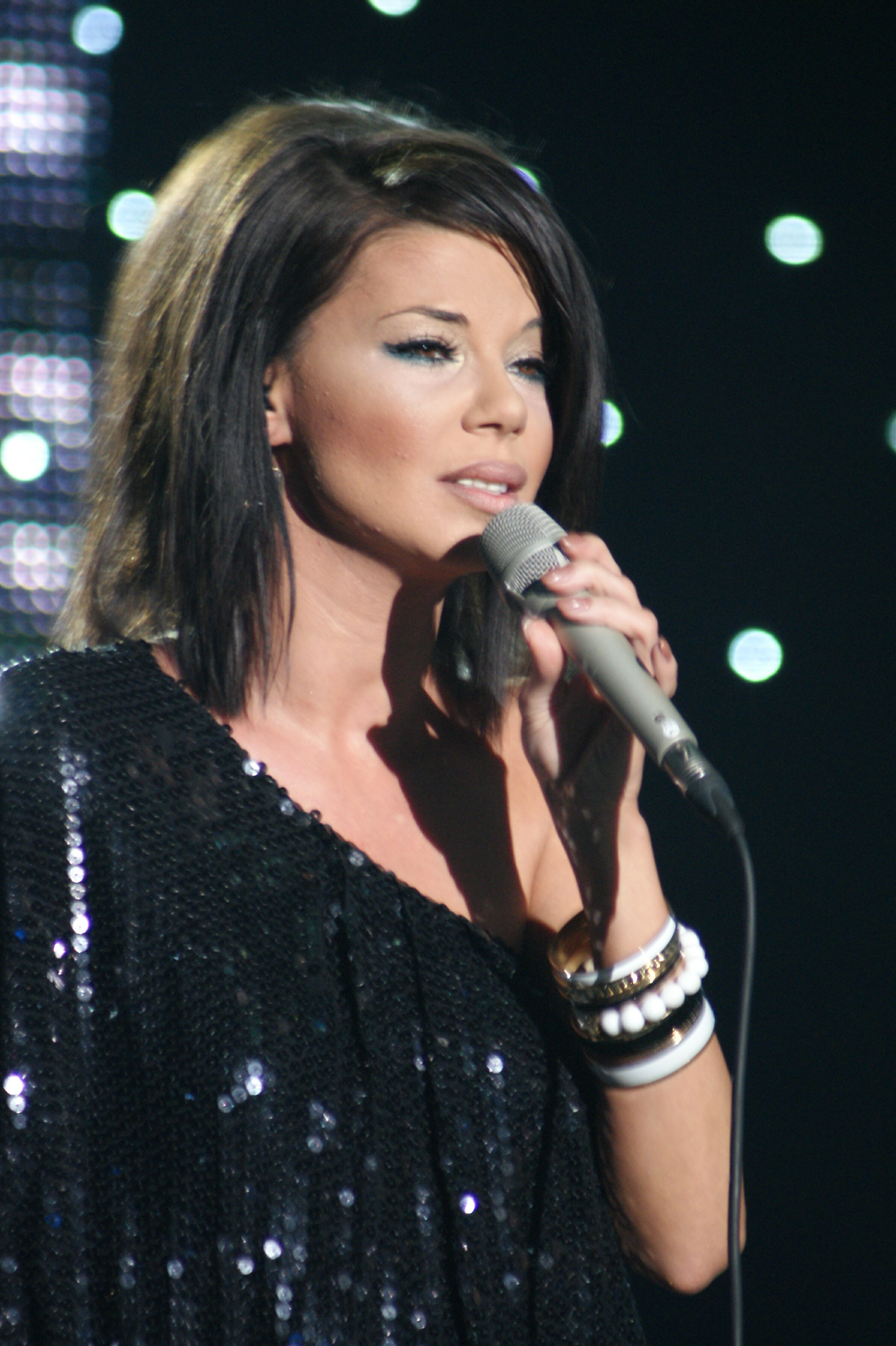
Edyta Górniak
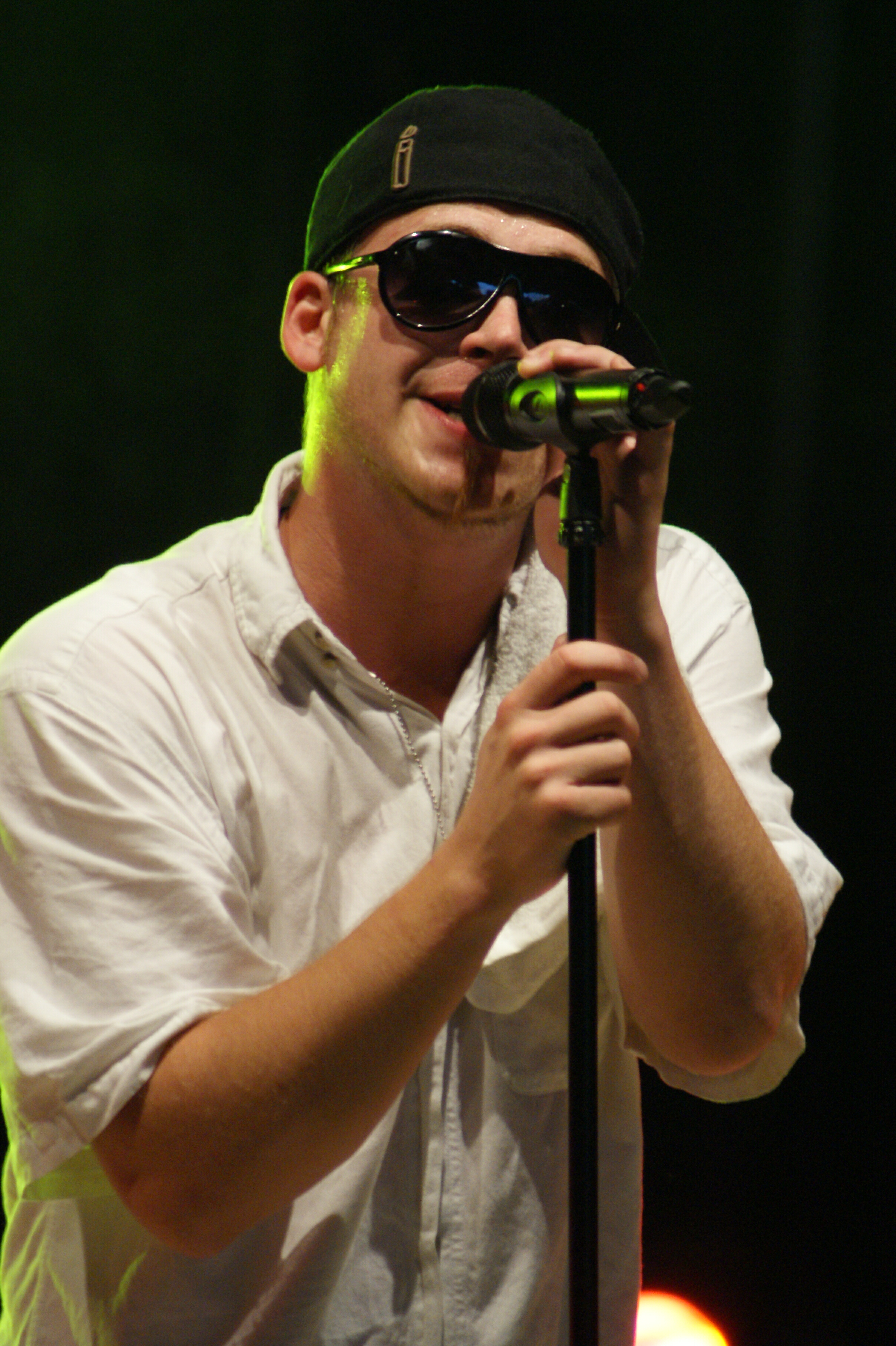
Tomasz Tomson Lach
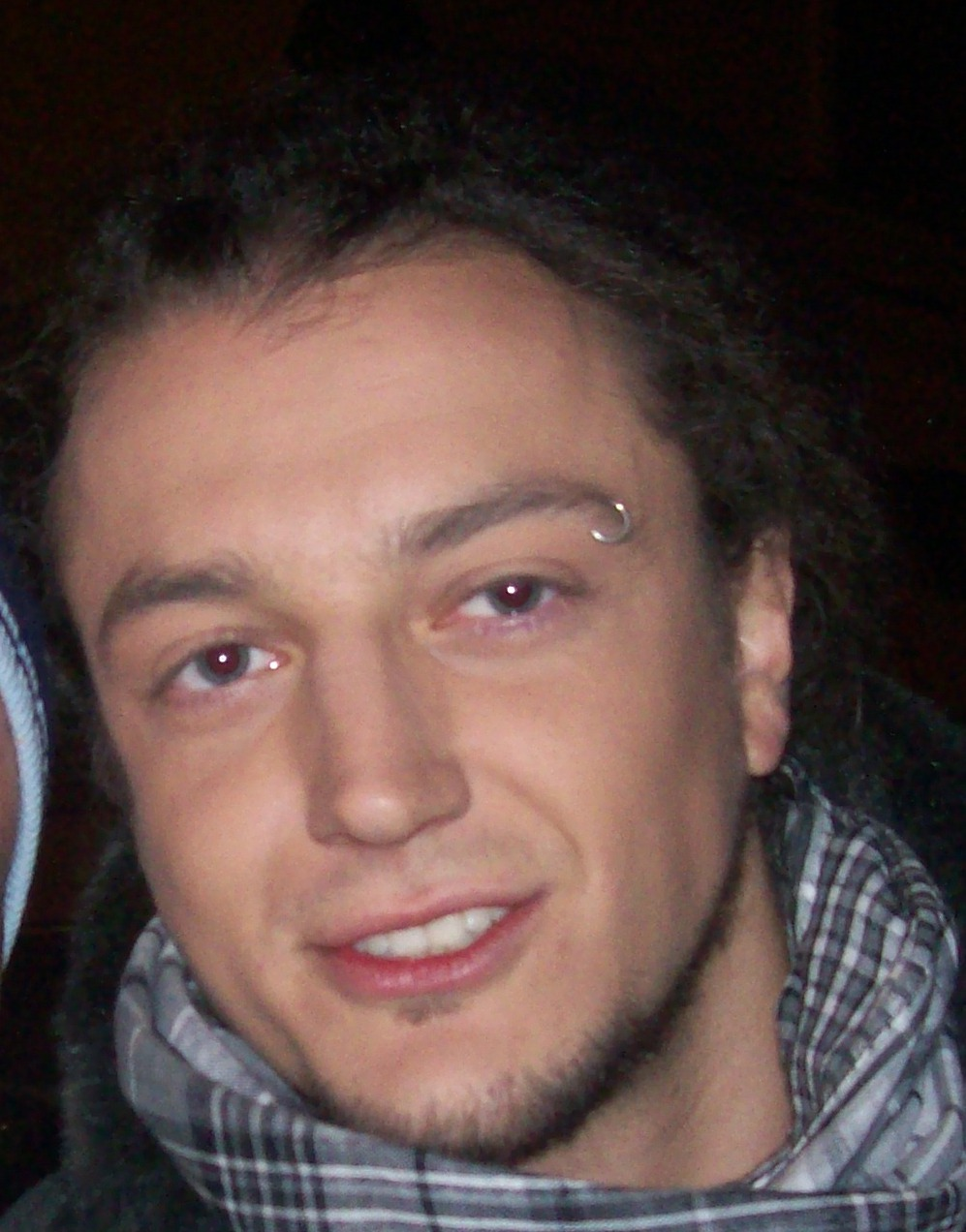
Aleksander Baron Milwiw-Baron
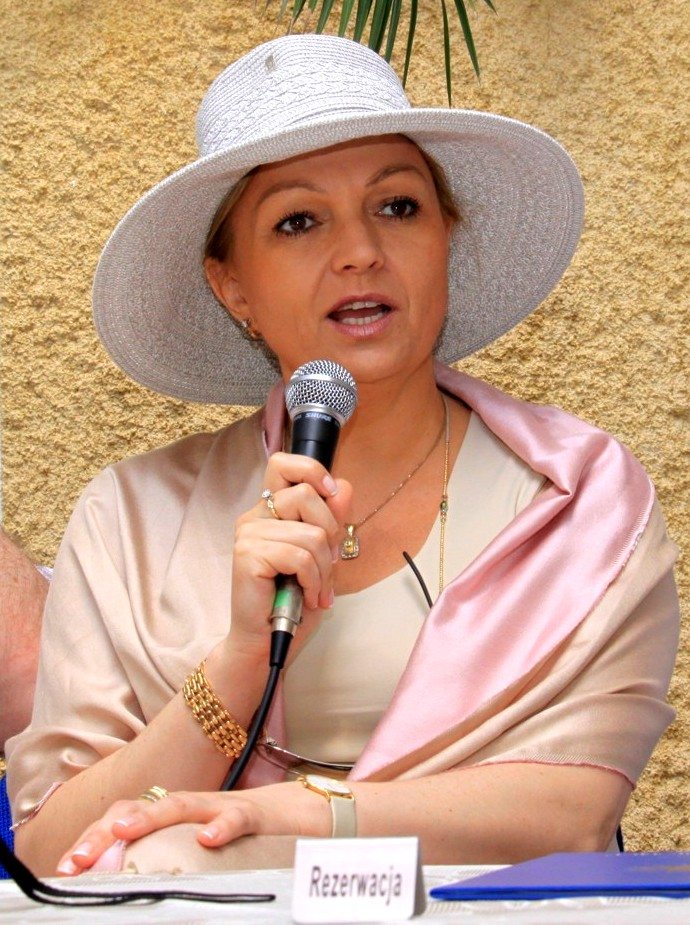
Małgorzata Walewska

### Program rozrywkowy
- Mam talent!
- Paranienormalni Tonight
- Rolnik szuka żony
- The Voice of Poland
- Twoja twarz brzmi znajomo

### Serial fabularno-paradokumentalny
- Malanowski i Partnerzy
- Na sygnale
- Szkoła
- Sensacje XX wieku
- Policjantki i policjanci

### Nadzieja telewizji

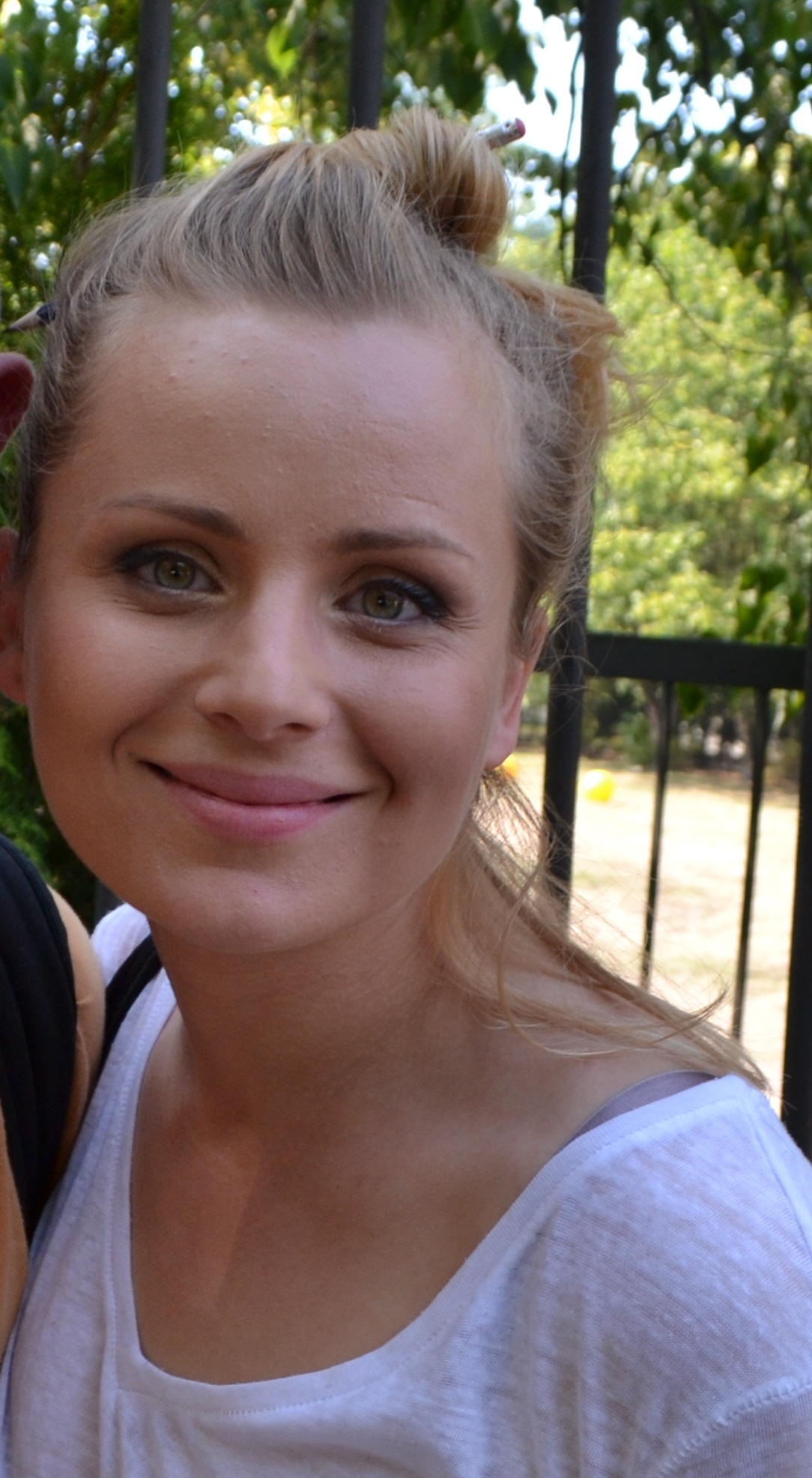
Paulina Chruściel
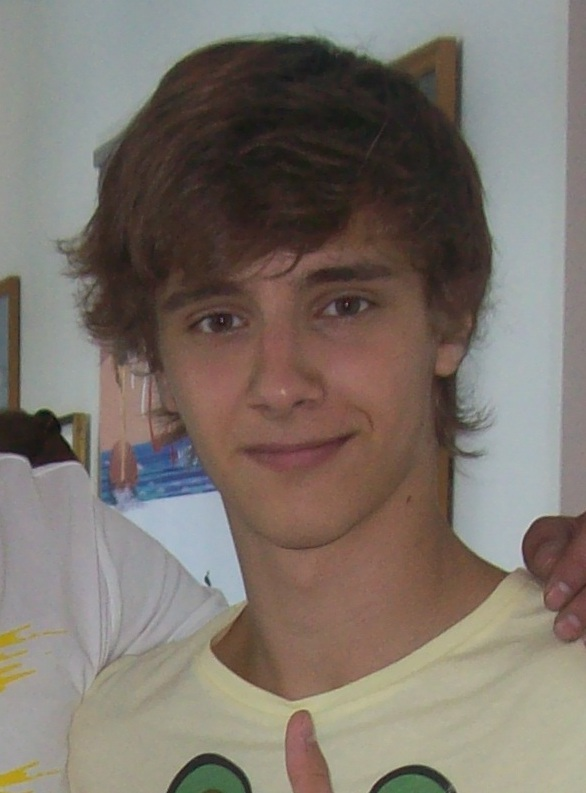
Maciej Musiał
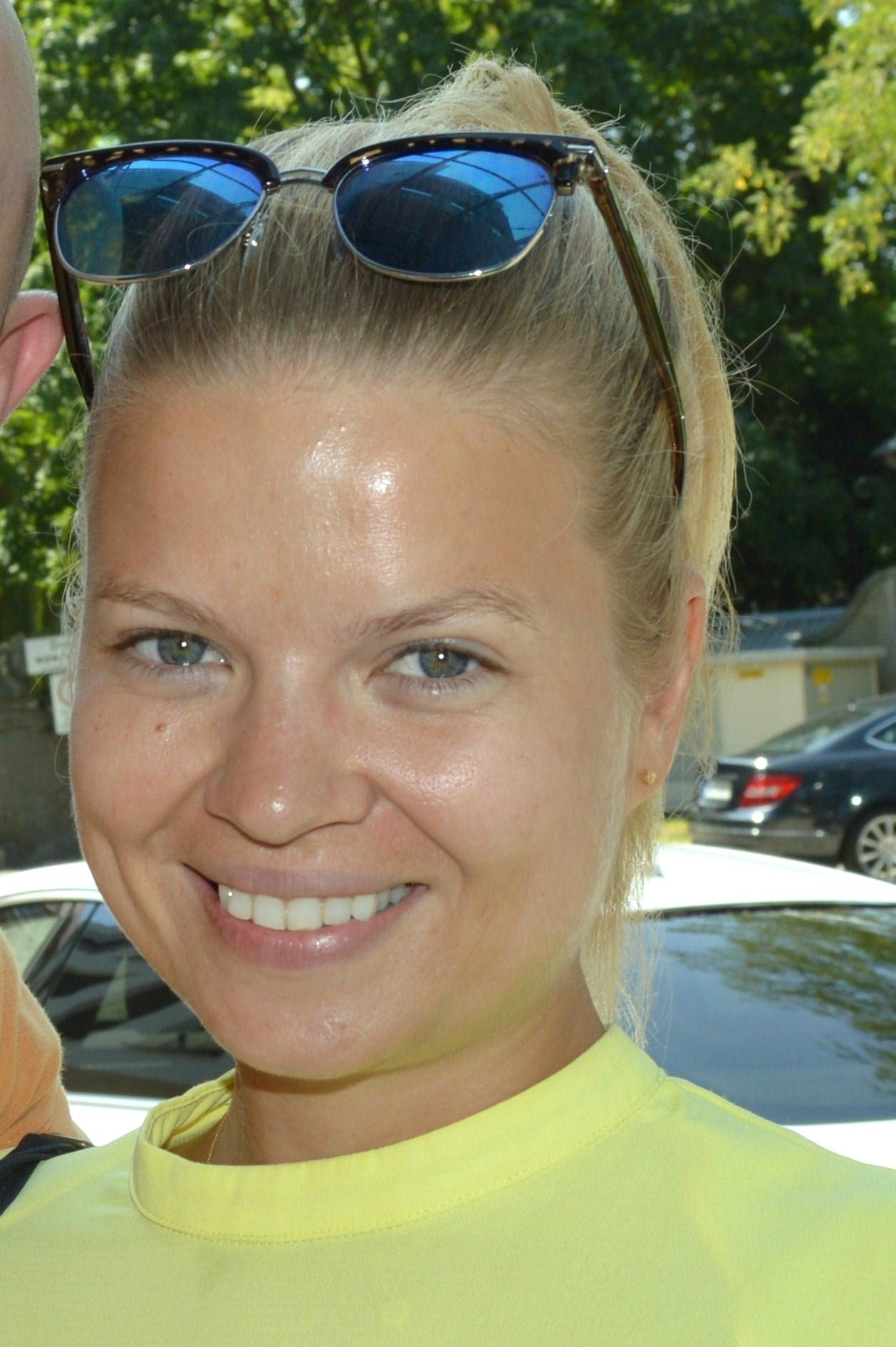
Marta Manowska
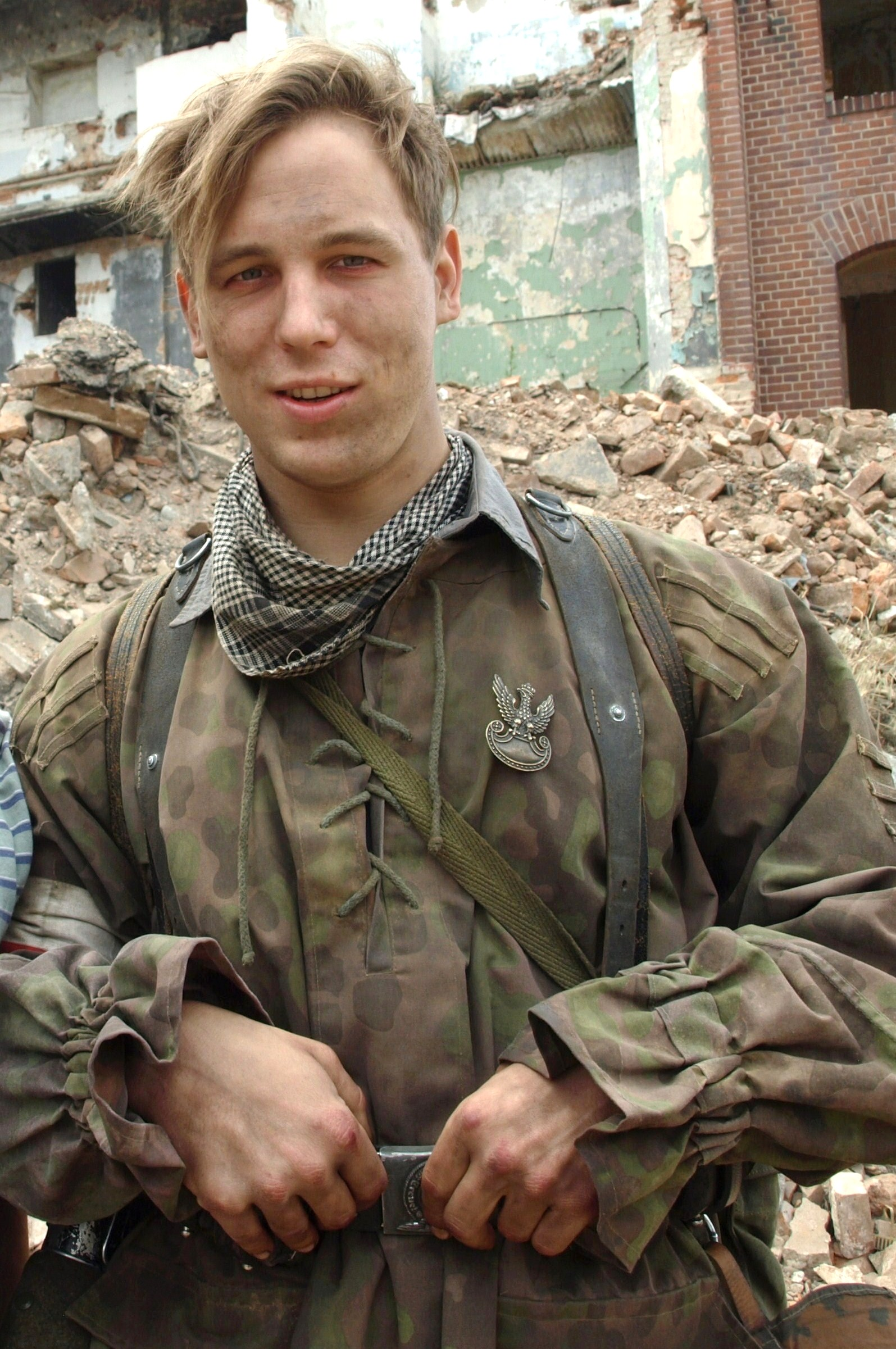
Stefan Pawłowski
Piotr Głowacki

- Paulina Chruściel
- Maciej Musiał
- Marta Manowska
- Stefan Pawłowski
- Piotr Głowacki

## Złote Telekamery

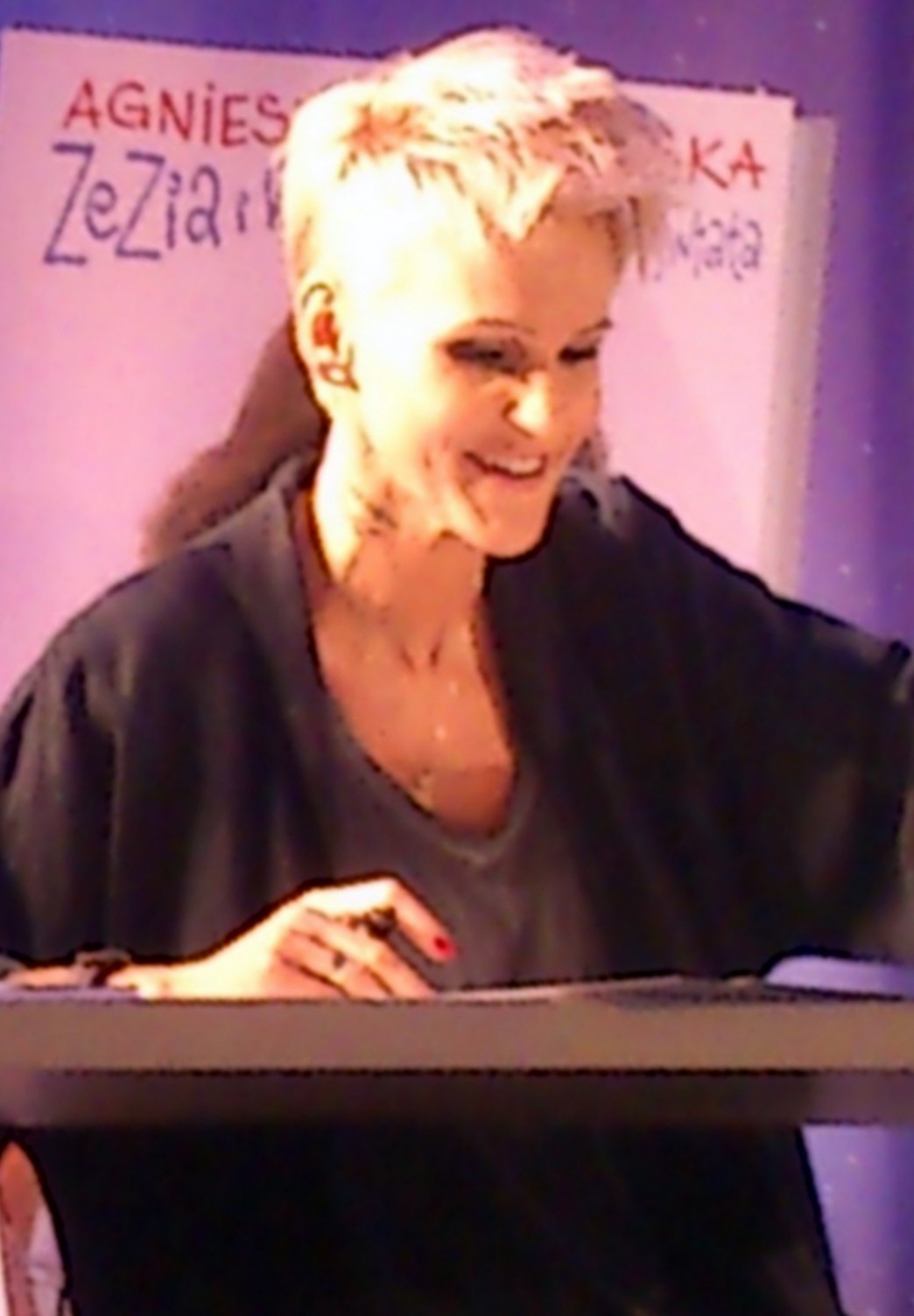
Agnieszka Chylińska
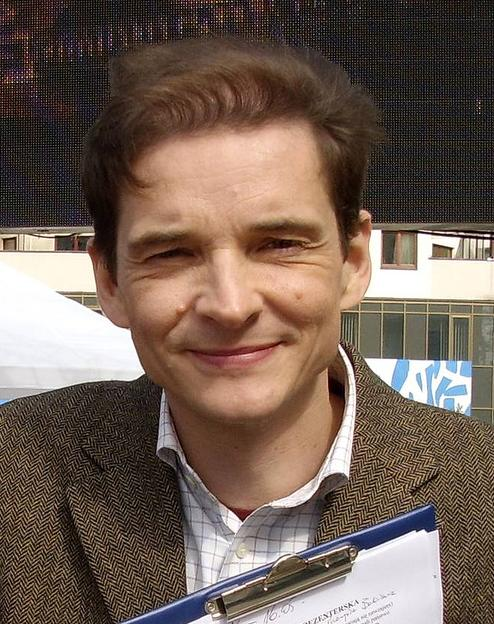
Przemysław Babiarz
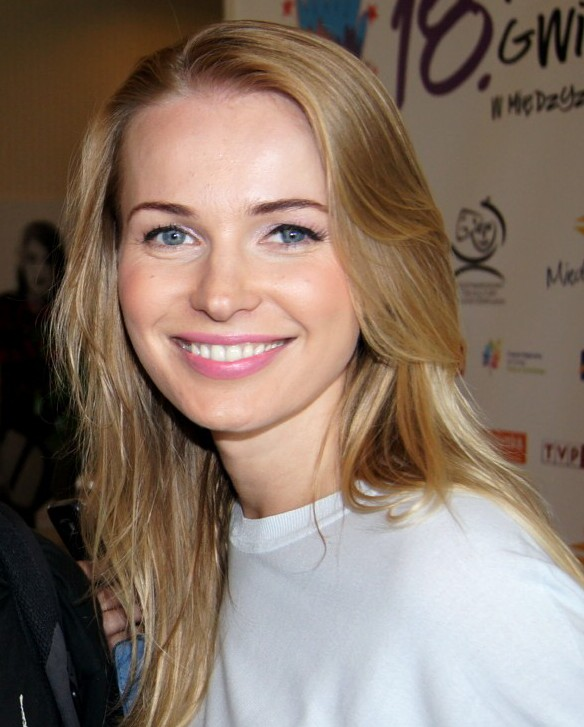
Agnieszka Cegielska
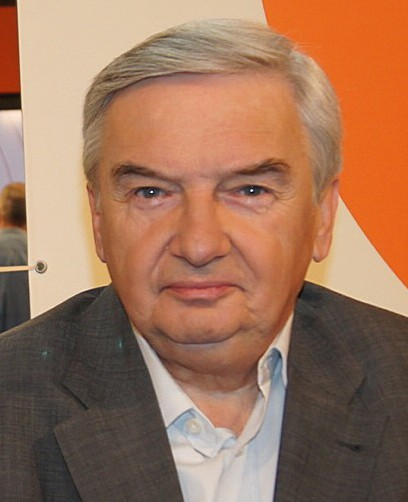
Tadeusz Sznuk
- TV Puls
- HBO

- Agnieszka Chylińska
- Przemysław Babiarz
- Agnieszka Cegielska
- Tadeusz Sznuk